# Nicanor (sátrapa)
Nicanor (en griego antiguo, Νικάνωρ) era un antiguo y distinguido oficial macedonio que tenía el cargo de sátrapa de Media bajo Antígono.
En la división de las provincias en Triparadiso, después de la muerte de Pérdicas en el 321 a. C., se ganó la posición de gobernador de la Capadocia. Se unió al partido de Antígono, a quien acompañó en la guerra contra Eumenes. Después de la segunda batalla, la de Gabiana, los argiráspidas que se habían amotinado estuvieron de acuerdo en rendir a su general a manos de Antígono; fue Nicanor el elegido para llevarle prisionero.
Tras la derrota de Pitón y sus aliados en el 316 a. C., Antígono nombró a Nicanor sátrapa de Media y las provincias limítrofes, más conocidas como las satrapías del norte, cargo que ocupó hasta el 312 a. C. cuando Seleuco se proclamó líder de Babilonia, y provocó la guerra babilónica.
Nicanor reunió un gran ejército y marchó contra el invasor, pero fue sorprendido y vencido por Seleuco en el paso del río Tigris, y sus tropas fueron mutiladas o entregadas al enemigo.
Lo que le ocurrió a Nicanor en esa batalla no se sabe con certeza. Diodoro escribe que Nicanor escapó a la matanza huyendo al desierto, desde donde escribió a Antígono pidiendo ayuda. Apiano, por el contrario, dice que murió en combate. Lo que es cierto, al menos, es que no se supo más de él.